# Appareil photographique numérique
Pour les articles homonymes, voir APN.
 (mai 2021).
Un appareil photographique numérique (ou APN) est un appareil photographique qui recueille la lumière sur un capteur photographique électronique, plutôt que sur une pellicule photographique, et qui convertit l'information reçue par ce support pour la coder numériquement.
Un appareil photo numérique utilise un capteur CCD ou CMOS pour acquérir les images, et les enregistre habituellement sur des cartes mémoire (CompactFlash, SmartMedia, Memory Stick, Secure Digital, etc.). Pour prendre et visualiser les clichés, l'appareil est équipé d'un écran arrière à cristaux liquides ou OLED et parfois d'un viseur (optique ou électronique).

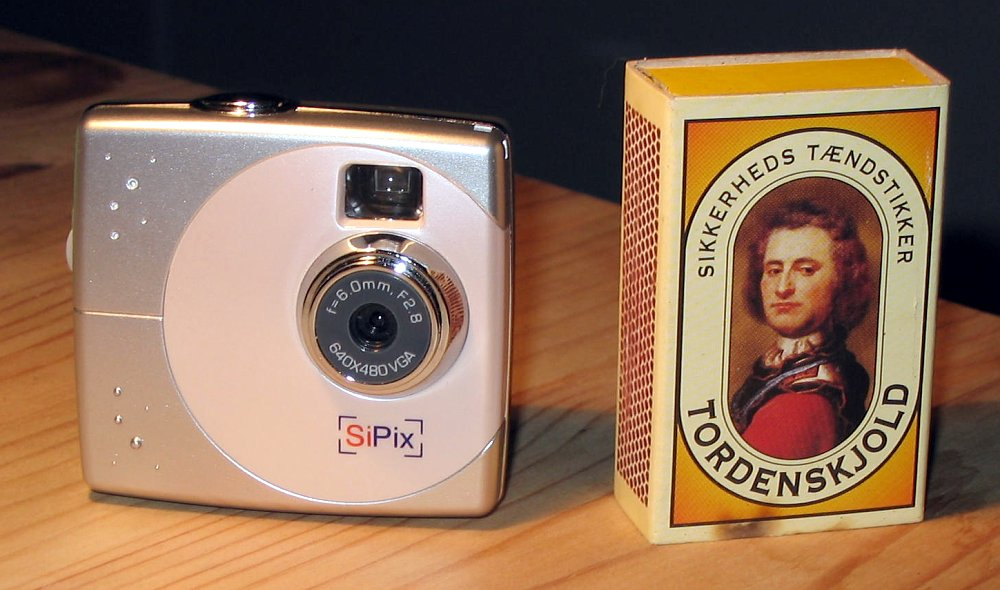
Un petit appareil photo numérique.

## Histoire

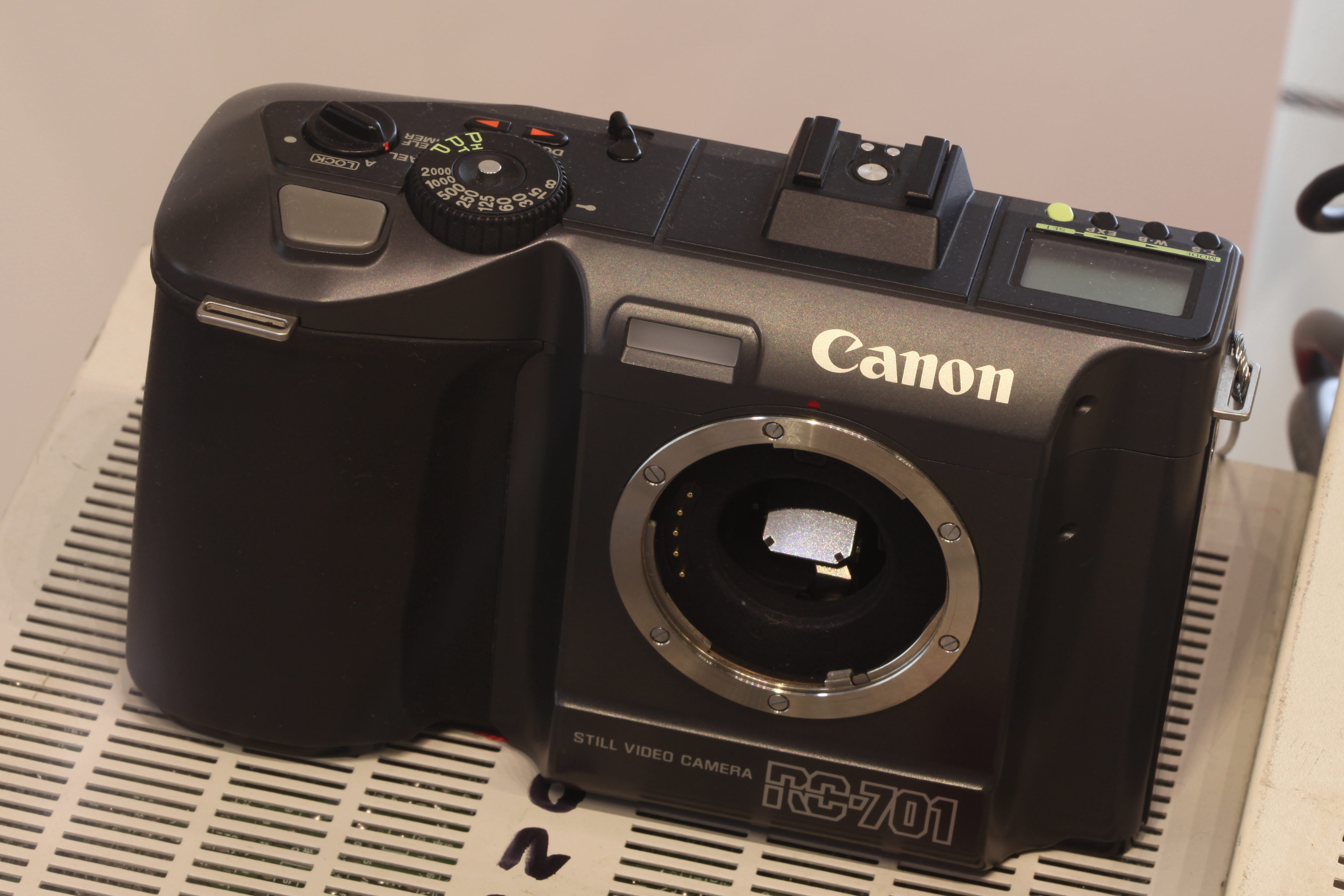
Le Canon RC-701, de 1986.

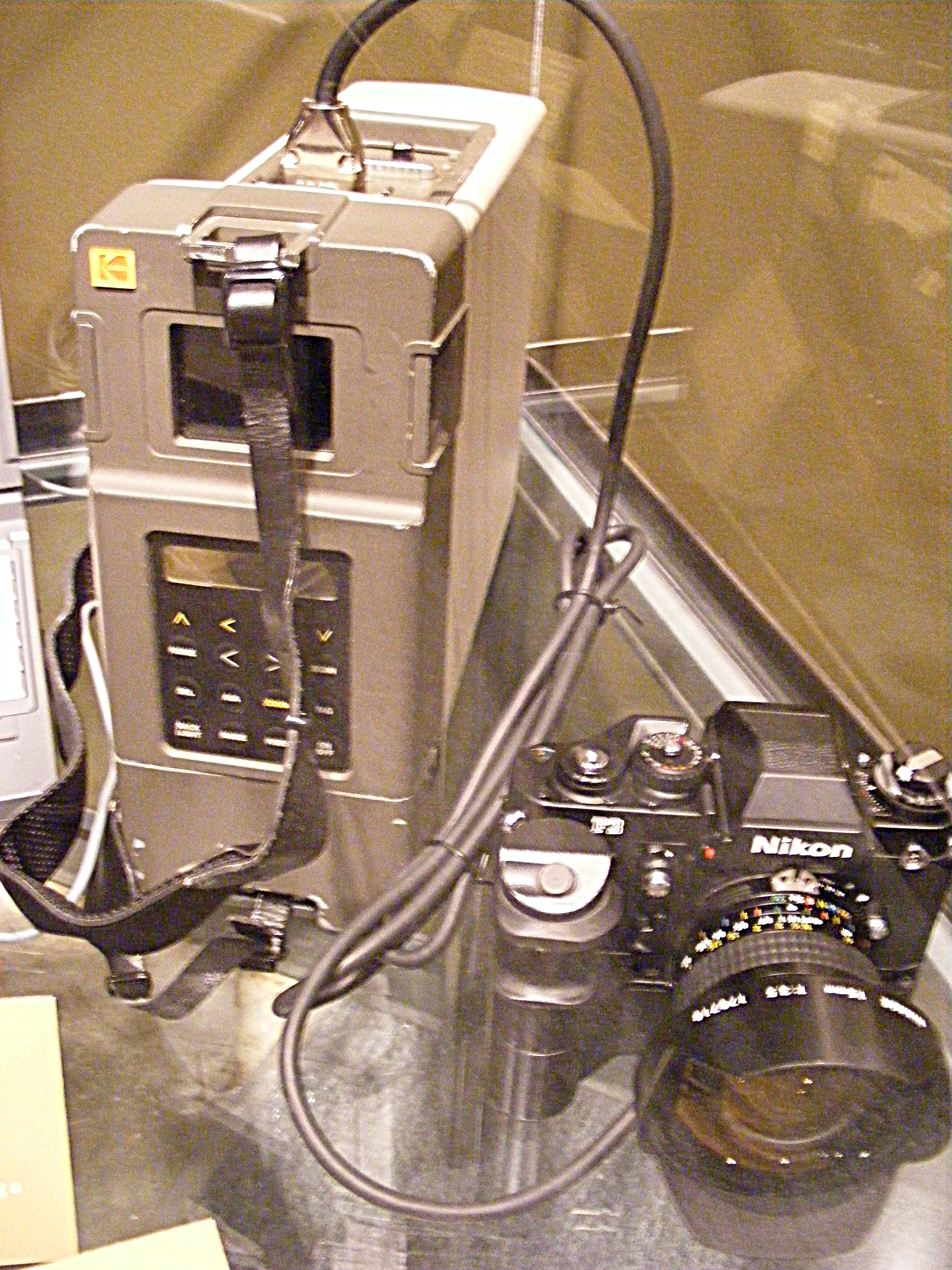
Le Kodak DCS 100 de 1991.

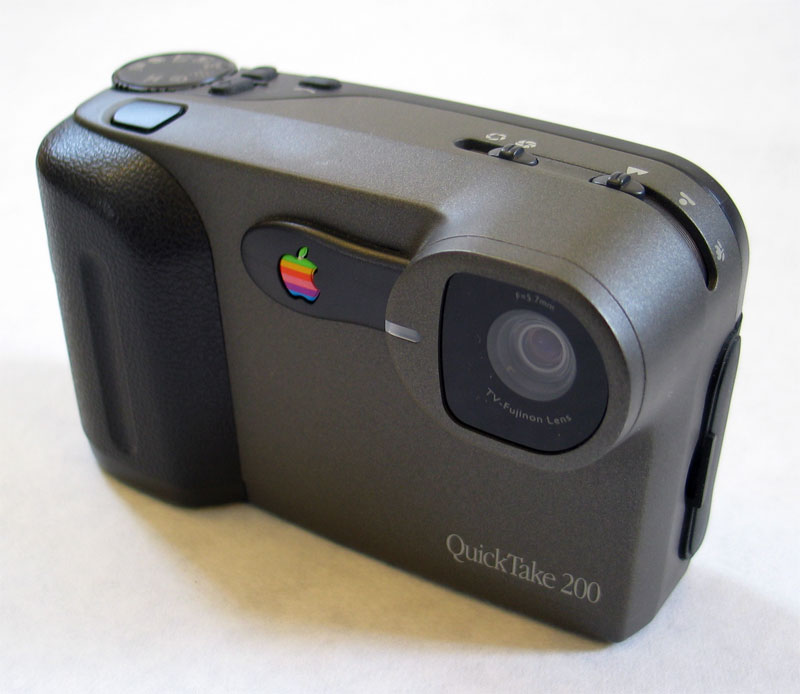
Le QuickTake 200.

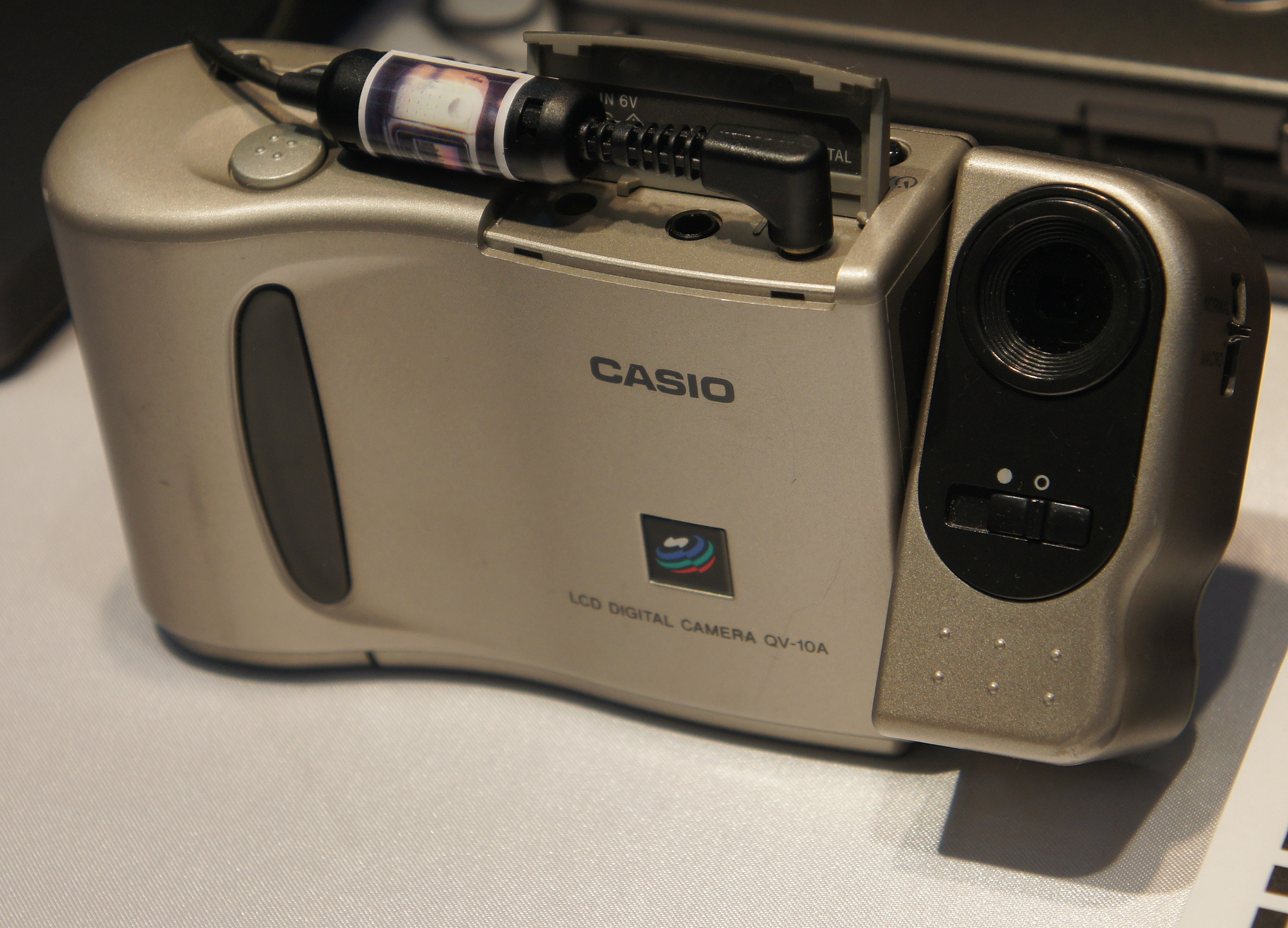
Le Casio QV10.

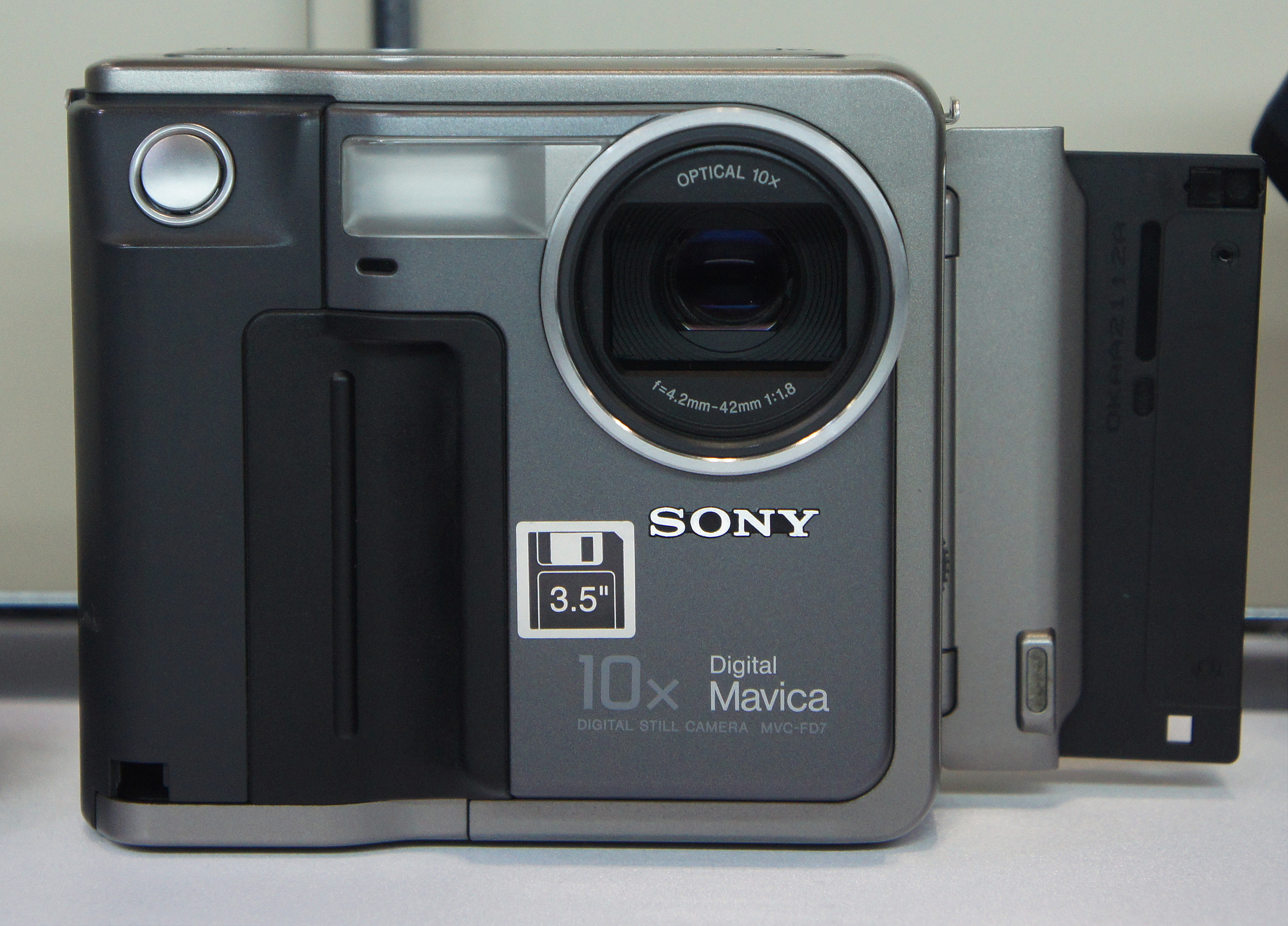
Le Sony Mavica FD7.

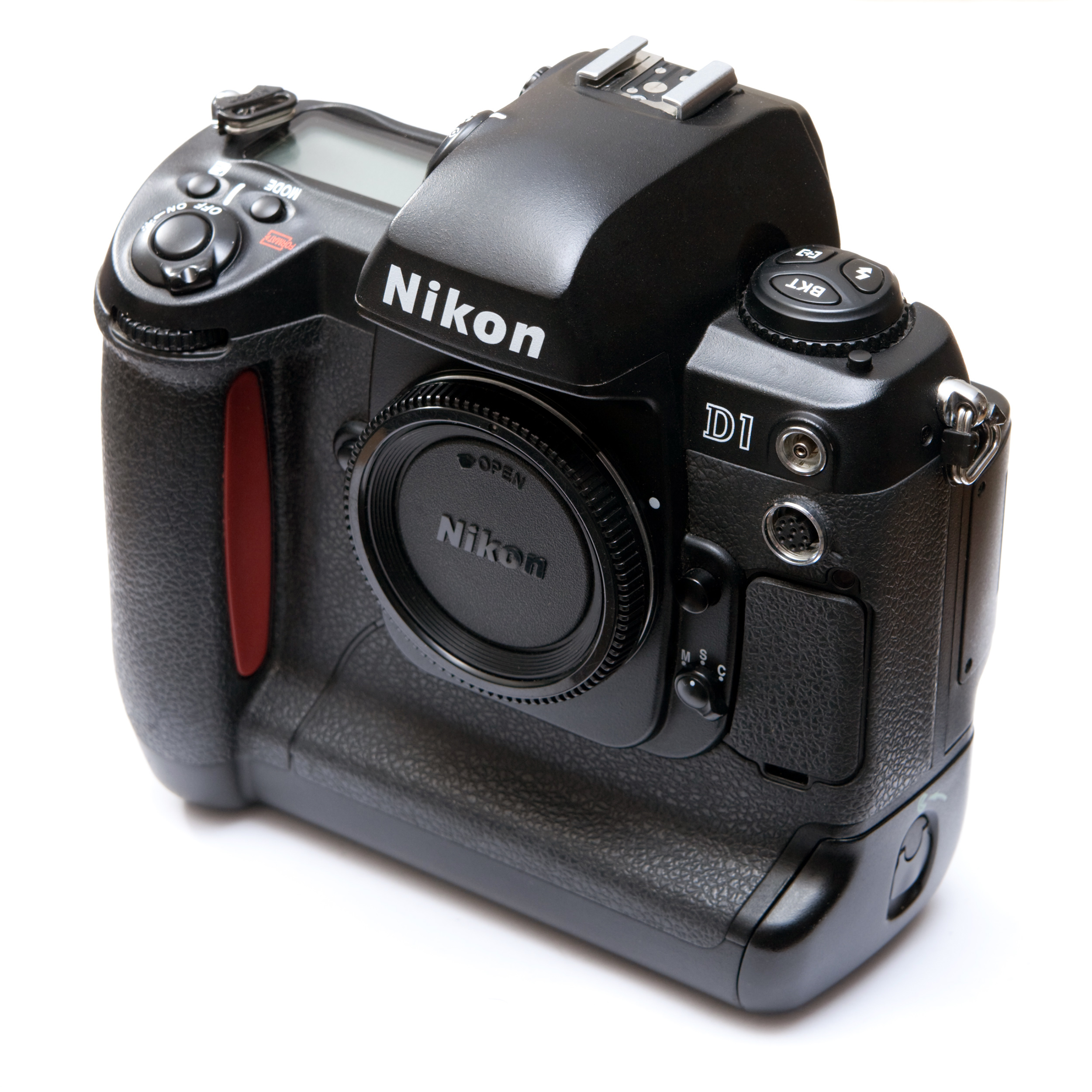
Le Nikon D1 de 1999.

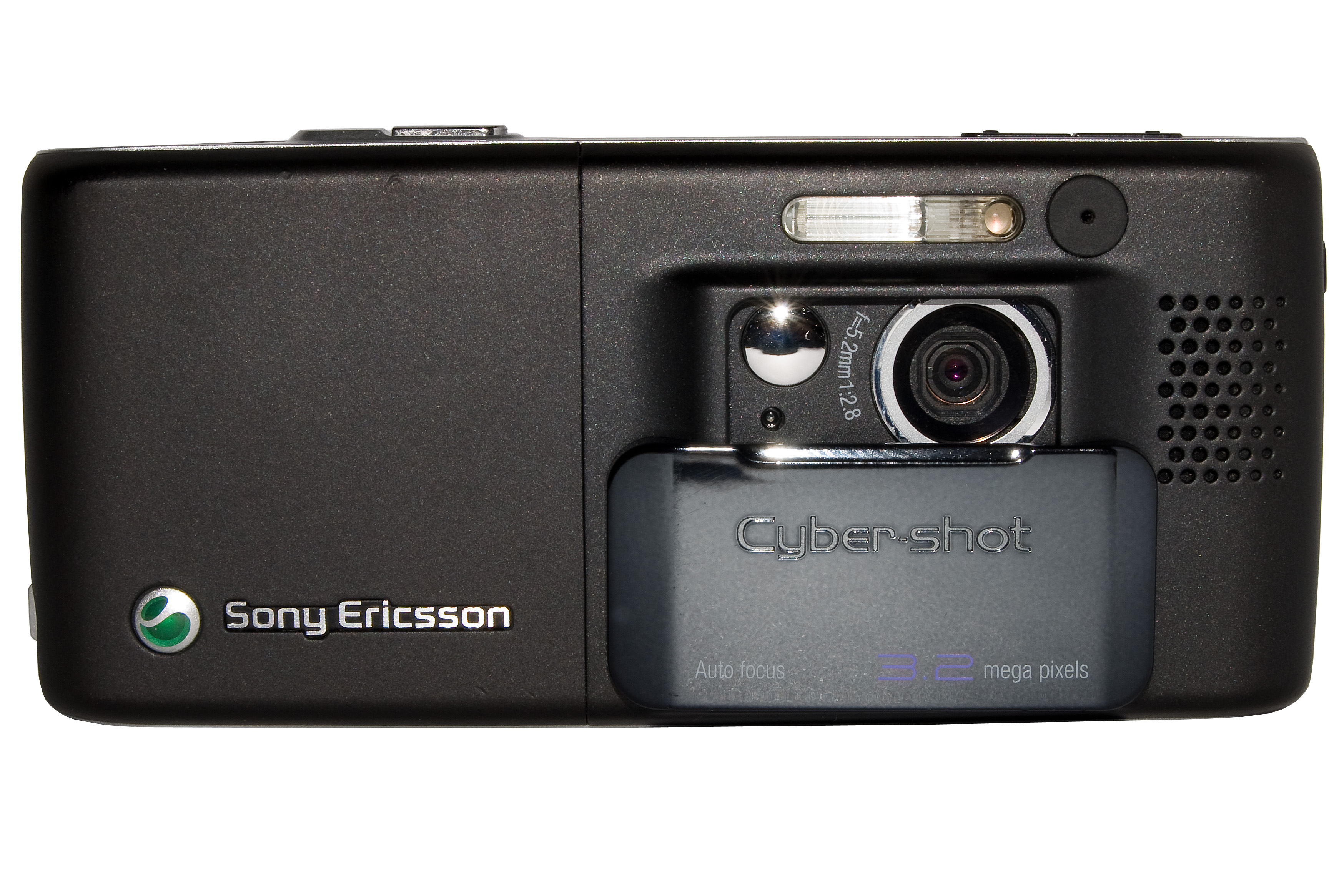
Le Sony Ericsson K800i fut l'un des premiers téléphones portables à être équipé d'un capteur de 3,2 mégapixels.

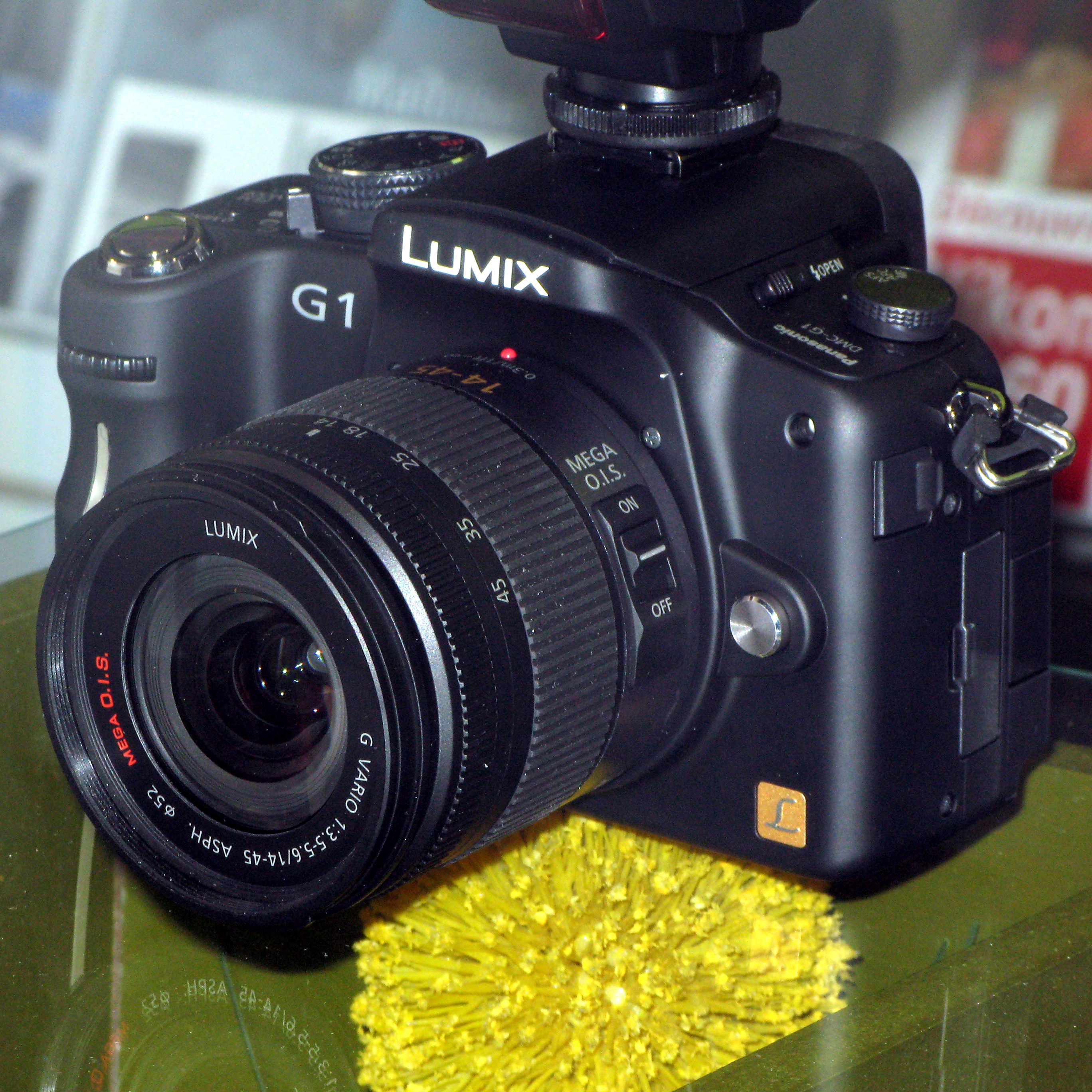
Le Panasonic Lumix G1.

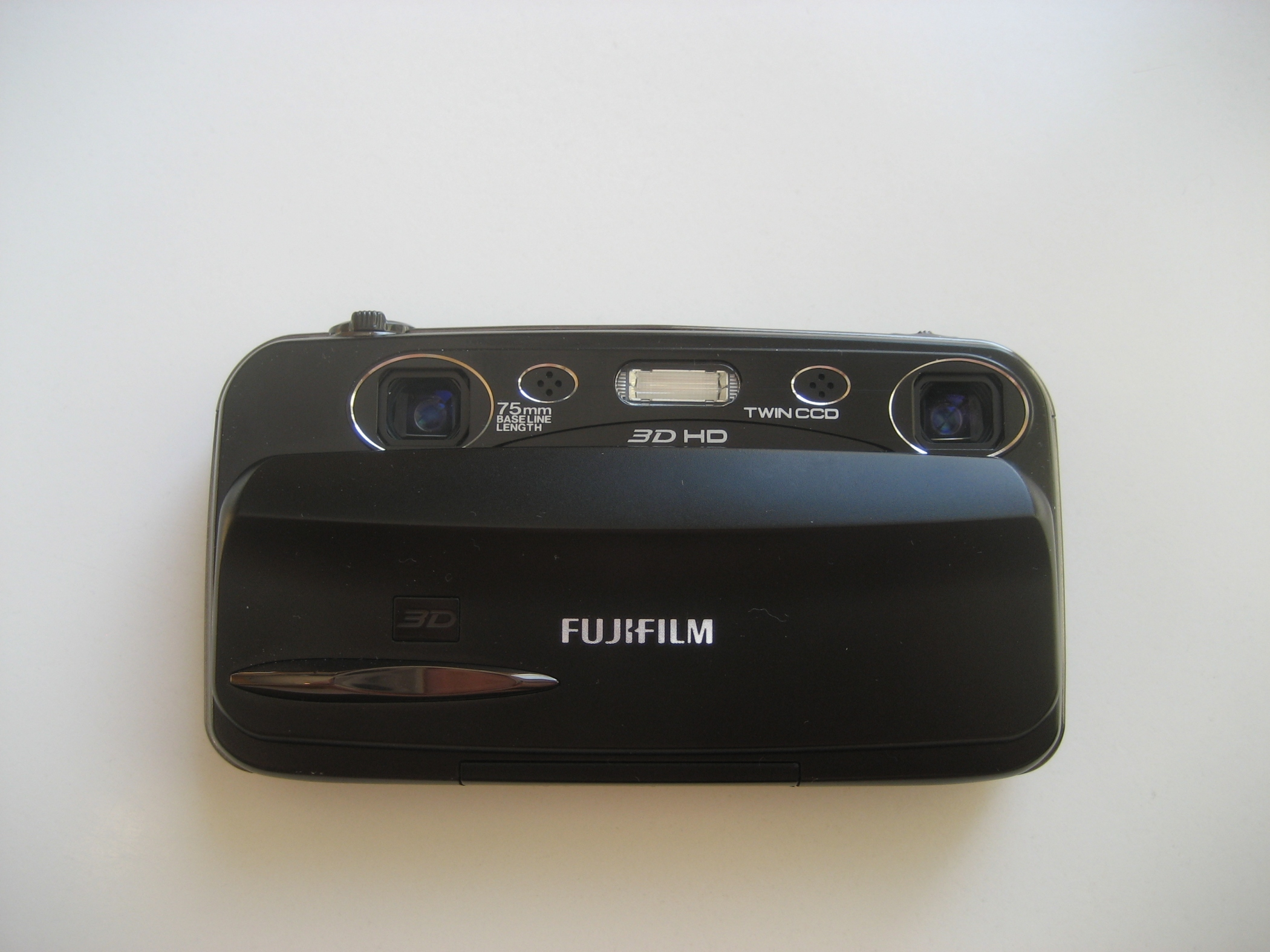
Le Finepix REAL 3D W3.

Tout remonte à l'invention du capteur CCD en 1969. Dans les années 1970 apparaissent les premières caméras vidéo destinées aux particuliers.
En 1975, Steven Sasson, un ingénieur américain travaillant chez Kodak, met au point le premier appareil photo électronique. Ce prototype pèse 3,6 kg et capte des images de 100 × 100 pixels en noir et blanc grâce à un nouveau capteur CCD. L'enregistrement de la photo, sur le support d'une bande magnétique sur cassette, prend 23 secondes.
Le 25 août 1981, Sony présente le prototype Mavica (« Mavica » pour « Magnetic Video Camera »). Un disque magnétique permet le stockage de cinquante images en couleurs d'une définition de 490 × 570 points (280 000 pixels), au format NTSC. Un lecteur approprié permet d'afficher les photos sur un téléviseur. Pour ne pas être en reste, les autres constructeurs adoptent un support normalisé pour le stockage magnétique de photos : la disquette deux pouces (les ordinateurs de marque Amstrad utilisaient des disquettes trois pouces). Cet appareil était un appareil électronique analogique équipé d'objectifs interchangeables et d'un viseur reflex.
En 1986, Nikon dévoile un autre prototype à la photokina. La même année sort le Canon RC-701, considéré comme le précurseur des reflex numériques modernes.
En 1989, Canon propose le Xapshot, destiné au grand public, qui dispose d'une définition de 786 × 300 points. Il est suivi de modèles baptisés « Ion ». Ces premiers modèles ne sont pas vraiment numériques, car l'image, si elle est bien capturée par une matrice de points, est stockée de façon analogique sur des disquettes magnétiques.
En 1990, Kodak sort plusieurs appareils à usage professionnel.
En 1991, le département Kodak Digital Science de Kodak sort un dos numérique pour un appareil photo reflex argentique, le Nikon F3. Ce produit est destiné aux professionnels, notamment en raison de son prix prohibitif. Fujifilm et Nikon sortent un peu plus tard les Fujix, avec des caractéristiques comparables. La même année, en septembre, la NASA a lancé le Nikon F4 NASA à bord de la navette spatiale Discovery lors de la mission STS-48. L'appareil photo est basée sur un F4 à monture F muni d'un capteur CCD monochrome offrant des images de 1 024 × 1 024 pixels sur une surface de 15 × 15 mm.
En 1992, le fabricant de périphériques informatiques Logitech lance le Fotoman, petit appareil numérique à connecter sur un ordinateur personnel. L'appareil a une définition de 376 × 284 points, et stocke 36 photos sur sa mémoire intégrée de 1 Mo. C'est le premier photoscope entièrement numérique. L'année suivante, Apple propose un appareil similaire, le Quicktake, qui prend des photos en 640 × 480 ou 320 × 240.
En 1994, apparaît chez Apple le premier appareil photo grand public couleur, le QuickTake 100 de 0,3 million de pixels, comme le Fotoman Plus de Logitech sorti peu de temps après.
À partir de 1994-1996 apparaissent des appareils photo numériques tels que nous les connaissons à l'heure actuelle, équipés d'un écran LCD couleur à l'arrière. Casio présente le premier appareil photo numérique avec écran à cristaux liquides qui montre l'image en temps réel et sauvegarde le cliché en mémoire le 14 novembre 1994.
Le premier véritable appareil numérique compact destiné au grand public est le Casio QV10 sorti en 1995. L'explosion du marché se produit vers 1997-1998 avec une rapide multiplication des modèles.
En 1997, le Sony Mavica FD7 est le premier APN grand public équipé d'un zoom optique 10x,. En 1998, le Sony Mavica FD91 est le premier appareil grand public doté d'un superzoom (14x) et d'un stabilisateur, ce qui fait de lui le premier véritable bridge numérique.
En 1999 sort le Nikon D1, équipé avec le même boîtier et les mêmes montures Nikkor que le Nikon 35 mm. C'est le premier appareil reflex totalement numérique destiné au marché des professionnels.
En novembre 2002, Canon lance son premier appareil reflex numérique 35 mm (24 × 36 mm), l'EOS 1Ds. Deux capteurs APS-C CMOS apposés côte à côte permettent d'obtenir un[citation nécessaire] capteur 36 × 24 mm de 11 mégapixels. Cette même année, il se vend en France deux fois plus d'appareils photo numériques que l'année précédente. 70 % du chiffre d'affaires des ventes d'appareils photographiques proviennent du numérique.
En 2003, le Canon EOS 300D équipé d'un capteur de 6,3 mégapixels est le premier reflex numérique destiné au grand public. Son succès commercial a encouragé d'autres fabricants à produire des reflex numériques en réduisant les coûts pour créer des produits d'entrée de gamme et permettre aux photographes amateurs d'acheter un reflex numérique.
En 2004, Konica Minolta a commercialisé le Konica Minolta Maxxum 7D, le premier reflex numérique équipé de la stabilisation d'image au niveau du capteur, technique qui est ensuite reprise par Pentax, Olympus et Sony Alpha. Cette même année des capteurs numériques équipent un bon nombre de téléphones cellulaires, le plus souvent avec une définition de 640 × 480 pixels (0,3 Mpx VGA), parfois avec un capteur de 1,3 million de pixels ou plus.
En 2005, Canon sort le premier reflex numérique 24 × 36 à prix « attractif » : l'EOS 5D, référence pour les photo-journalistes jusqu'en 2008, avec l'arrivée des Nikon D300/D700 et du Canon EOS 5D Mark II.
En 2006, le géant américain Kodak ainsi que l'ensemble de ses concurrents (Fuji, Agfa, Konica Minolta…) connaissent des baisses de chiffres d'affaires records dues à la non rentabilité des appareils et accessoires argentiques.
En 2007, Kodak crée un nouveau type de capteur qui, au lieu de tester en chaque point la luminosité de trois couleurs, sépare les informations de luminance et de chrominance, et utilise donc quatre informations. Le bénéfice attendu en est une plus grande stabilité de luminance.
En 2008, certains téléphones cellulaires disposent d'un APN de 8,1 mégapixels, flash au xénon ou à DEL.
En 2008, Panasonic présente ses G1 et GH1, à objectifs interchangeables et dotés d'un capteur CMOS au format 4/3 de 12,1 mégapixels. La firme inaugure une nouvelle catégorie d'APN : les hybrides.
En 2009, la diversification des appareils photo numériques se poursuit avec la sortie de l'Olympus Pen E-P1 à objectifs interchangeables et doté d'un capteur CMOS 17,3 × 13 mm de 12,3 mégapixels. Leica sort le 9 septembre 2009 le plus petit appareil en équivalent 24 × 36 (plein format) du monde, le M9 (appareil télémétrique). Début de 2009 sort aussi le Nikon D90, premier reflex numérique à fonctionnalité d'enregistrement vidéo. Depuis lors, toutes les grandes marques offrent des appareils avec cette fonctionnalité.
En 2010, Fuji sort le premier appareil photo numérique stéréoscopique à deux objectifs périscopiques écartés de 77 mm, le Finepix REAL 3D W3, le premier appareil photo numérique 3D au monde réalisant des vidéos 3D HD avec deux capteurs 10 Mpx et un écran de contrôle autostéréoscopique.
En 2011, Nikon lance sa gamme hybride One composée du J1 et du V1.
En 2012, le Canon EOS-1D C est le premier réflex numérique capable de prendre des vidéos au format 4K/DCI (4 096 × 2 160), et le Nikon Coolpix P510 est le premier appareil photographique bridge à atteindre la focale de 1 000 mm avec son zoom 42x.
En octobre 2013 sort le Sony Alpha 7, le premier appareil hybride plein format.
En 2014, les Panasonic Lumix GH4 et Sony Alpha 7S sont les deux premiers appareils hybrides capables d'enregistrer des vidéos au format 4K/UHD. Le Sony Alpha 7 II présenté en novembre de la même année est le premier appareil plein format équipé d'un capteur stabilisé (5 axes).

## Le marché actuel
Le marché actuel[Quand ?] des appareils photos numériques est segmenté en huit catégories principales :
1. L'appareil à visée télémétrique est représenté en 2012 par un seul constructeur, Leica. En 2006 est sorti le M8, en 2008 la version rénovée du M8, le M8-2, et en 2009 le M9 seul télémétrique numérique en plein format, 24 × 36 ;
2. Le reflex numérique (DSLR pour Digital Single Lens Reflex en anglais ou « reflex numériques mono objectif » par opposition aux appareils reflex bi-objectifs, de type Rolleiflex), qui comporte à la fois des appareils professionnels qui sont généralement équipés d'un capteur CMOS de la même taille qu'un capteur 24 × 36 (full frame en anglais), et des appareils plus « grand public » équipés de capteurs un peu plus petits que le 24 x 36. La réduction de la taille du capteur engendre un cadrage différent de l'image, analogue au changement d'oculaire d'un télescope. Il en résulte un coefficient de multiplication (crop factor en anglais) à appliquer sur les focales des objectifs pour avoir un cadrage équivalent au 24 × 36. Ce facteur est généralement compris entre une fois (35 mm) et deux fois chez Olympus. Il est de 1,6 fois chez Canon et de 1,5 fois chez Nikon ;
3. L'hybride, est une catégorie créée en 2008 par Panasonic avec son G1 et Olympus avec le Pen E-P1. Le marché s'est beaucoup élargi au début des années 2010, notamment avec les NEX de Sony et l'arrivée d'un constructeur réputé comme Nikon avec sa gamme One. Ces appareils se rapprochent des reflex par la taille de leur capteur (micro 4/3, APS-C, CX) ainsi que par la possibilité de changer d'objectif, tout en conservant un boîtier de petite taille ;
4. Le bridge, ainsi nommé parce qu'il fait le « pont », en termes de marketing, entre les compacts et les reflex, est un appareil dont l'apparence est proche des reflex, mais qui n'a pas d'optique interchangeable ni de visée reflex par le truchement d'un miroir et d'un prisme. La visée pseudo-reflex des bridges est visible dans un viseur électronique à la façon d'une caméra vidéo. Ils intègrent des capteurs de petite taille au même titre que les appareils compacts ;
5. Le compact, appareil grand public, possédant une bonne qualité d'image facilement accessible grâce à des modes automatiques performants, simplifiant leur utilisation. Ils se divisent en plusieurs sous-catégories (ludique, antichoc, gros zoom et expert) ;
6. Les appareils photo numériques des téléphones mobiles ont atteint un niveau très correct sur les smartphones du début des années 2010, notamment le Samsung Galaxy S III qui est capable de prendre en rafale, le Nokia PureView 808 équipé d'un capteur de 41 Mpx ou encore le LG Optimus 3D capable de prendre des photos et vidéos 3D. Les APN de téléphone restent tout de même réservés à la photo occasionnelle car ils n'ont pas d'ergonomie adaptée. Leur capteur et leur optique miniatures restent un point faible récurrent. Certains ont proposé le mot phonéographie pour désigner la pratique de la photographie avec un téléphone mobile ; ce terme de phonéographie est très peu utilisé ;
7. Les appareils plénoptiques utilisent une matrice de micro-objectifs qui permettent d'enregistrer les informations 4D[précision nécessaire] d'un flux lumineux. Ce qui permet en particulier de faire la mise au point par post-traitement. La société allemande Raytrix a commercialisé deux modèles : le R5 (modèle d'entrée de gamme de 1 Mpx) et le R11 (modèle haut de gamme de 3 Mpx). En 2012, Lytro commercialise un nouvel appareil plénoptique pour le grand public à 400 $ ;
8. Le module photographique est un appareil photographique numérique de petite taille, dépourvu de système de visée et de réglage qui est dépendant d'un smartphone ou d'une tablette avec lesquels il communique sans fil.

La vision directe de l'image à photographier sur un écran arrière permet de s'affranchir du problème du viseur parallèle. Cette caractéristique commence à figurer dans toutes les gammes de reflex.
La taille des capteurs de ces appareils numériques n'augmente pas, c'est leur définition en nombres de pixels, et donc la précision de l'image, qui augmente : un million de pixels en 2000, quatorze millions en 2008 et dix-huit millions en 2012. Sur le plan marketing, la définition est un argument de vente très utilisé, à tort, car un nombre trop important de pixels sur un petit capteur n'entraîne pas une amélioration de la qualité d'image. Au contraire, l'augmentation du nombre de pixels favorise l'apparition de « bruit numérique », notamment dans les zones sombres, même dans les sensibilités les plus basses.
Au cours des années 2010, le marché connaît une mutation, marquée par l'expansion des photophones et la montée en gamme des appareils classiques. Les appareils hybrides dynamisent le marché avec des volumes de ventes en croissance alors que les reflex, concurrencés par les hybrides à grands capteurs (24 × 36, APS-C et micro 4/3), mais surtout les compacts et les bridges, concurrencés par les smartphones et les hybrides à petits capteurs (1" et moins) connaissent une importante baisse de ventes. Les compacts et bridges premium se développent, il s'agit souvent d’appareils munis de grands capteurs et d'objectifs à focale fixe ou à faible zoom avec ouverture constante comme les Sony RX ou les Fujifilm X.

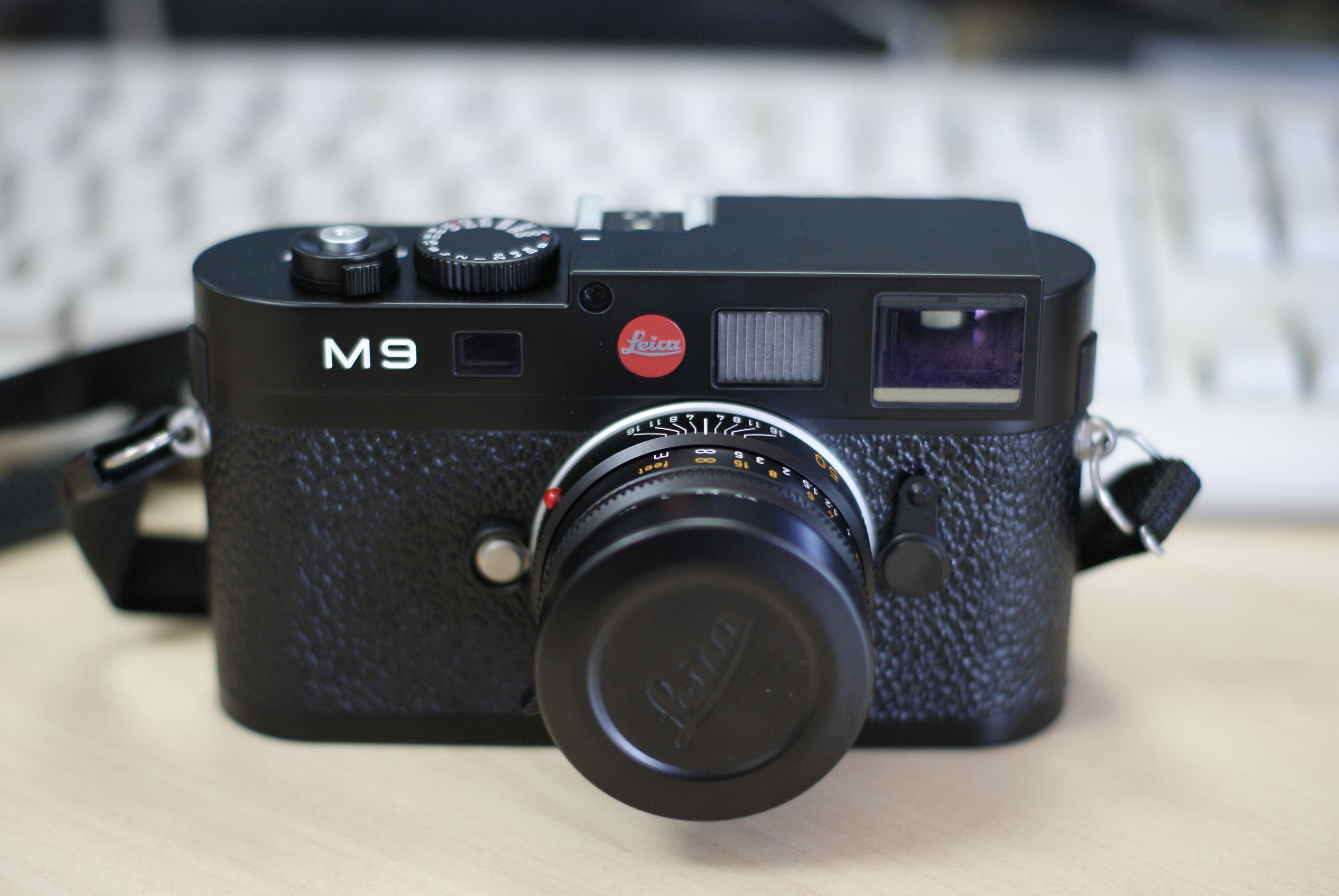
Appareil photographique numérique à visée télémétrique (Leica M9).
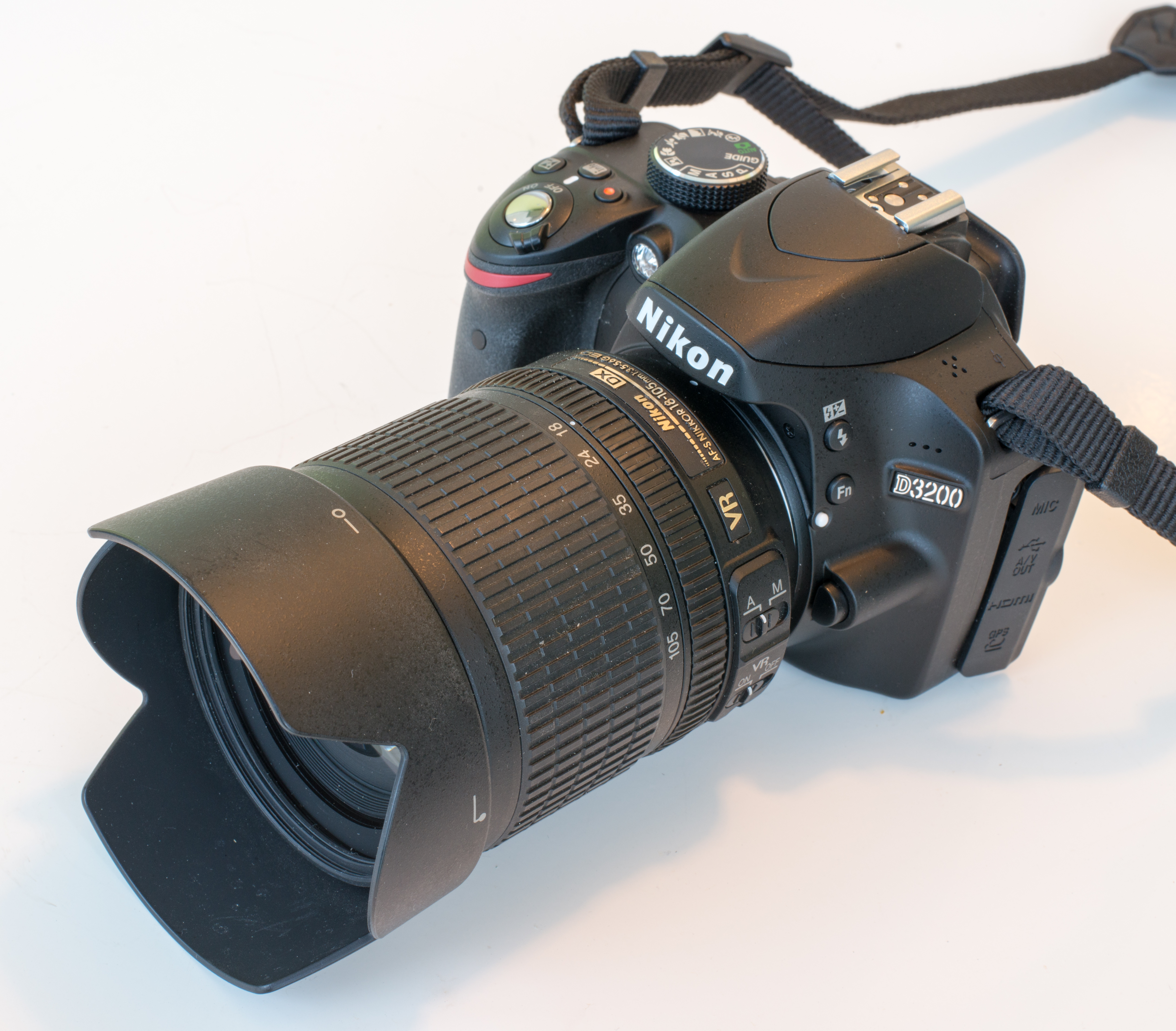
Appareil photographique numérique reflex (Nikon D3200).
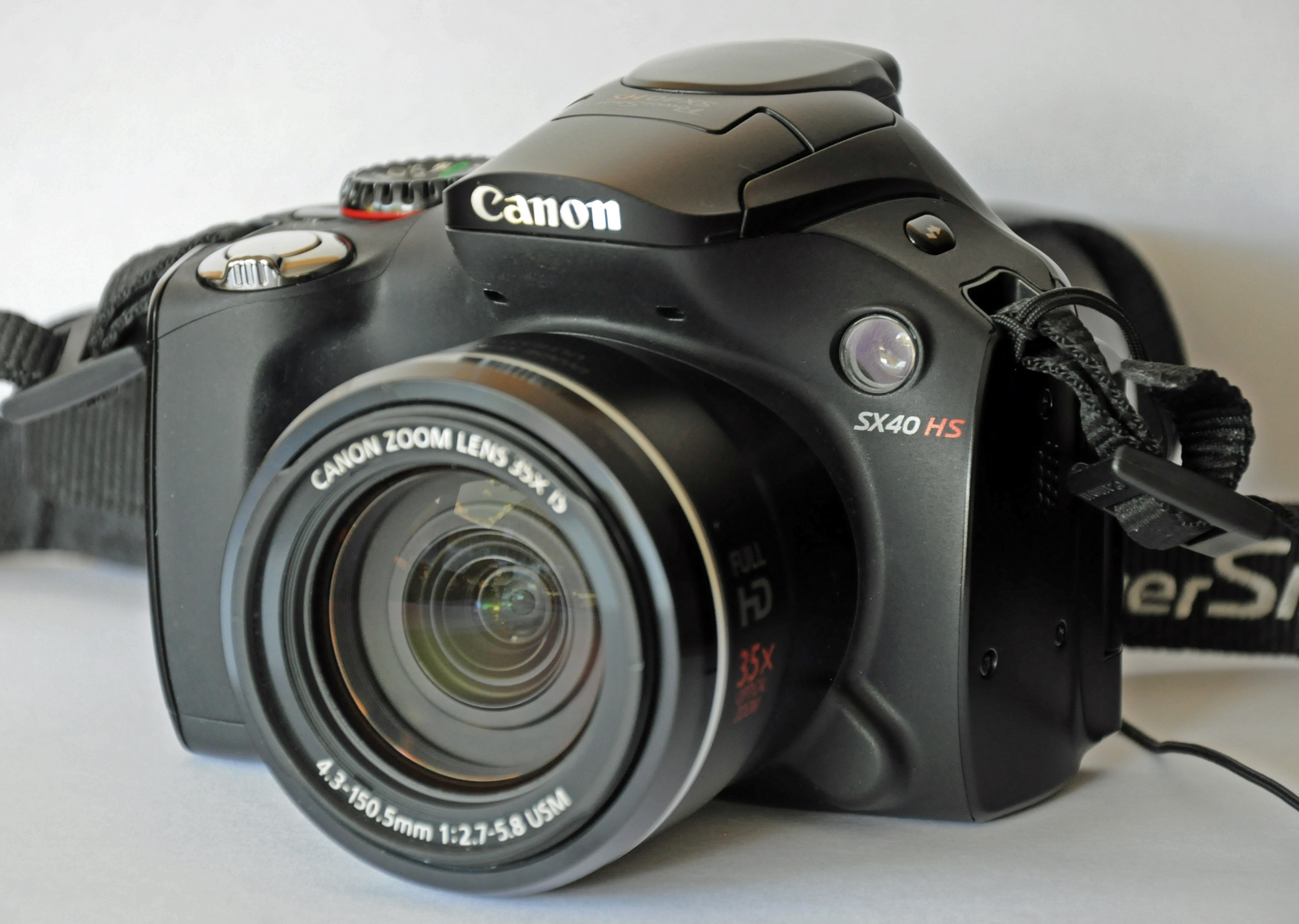
Appareil photographique bridge (Canon PowerShot SX40 HS).
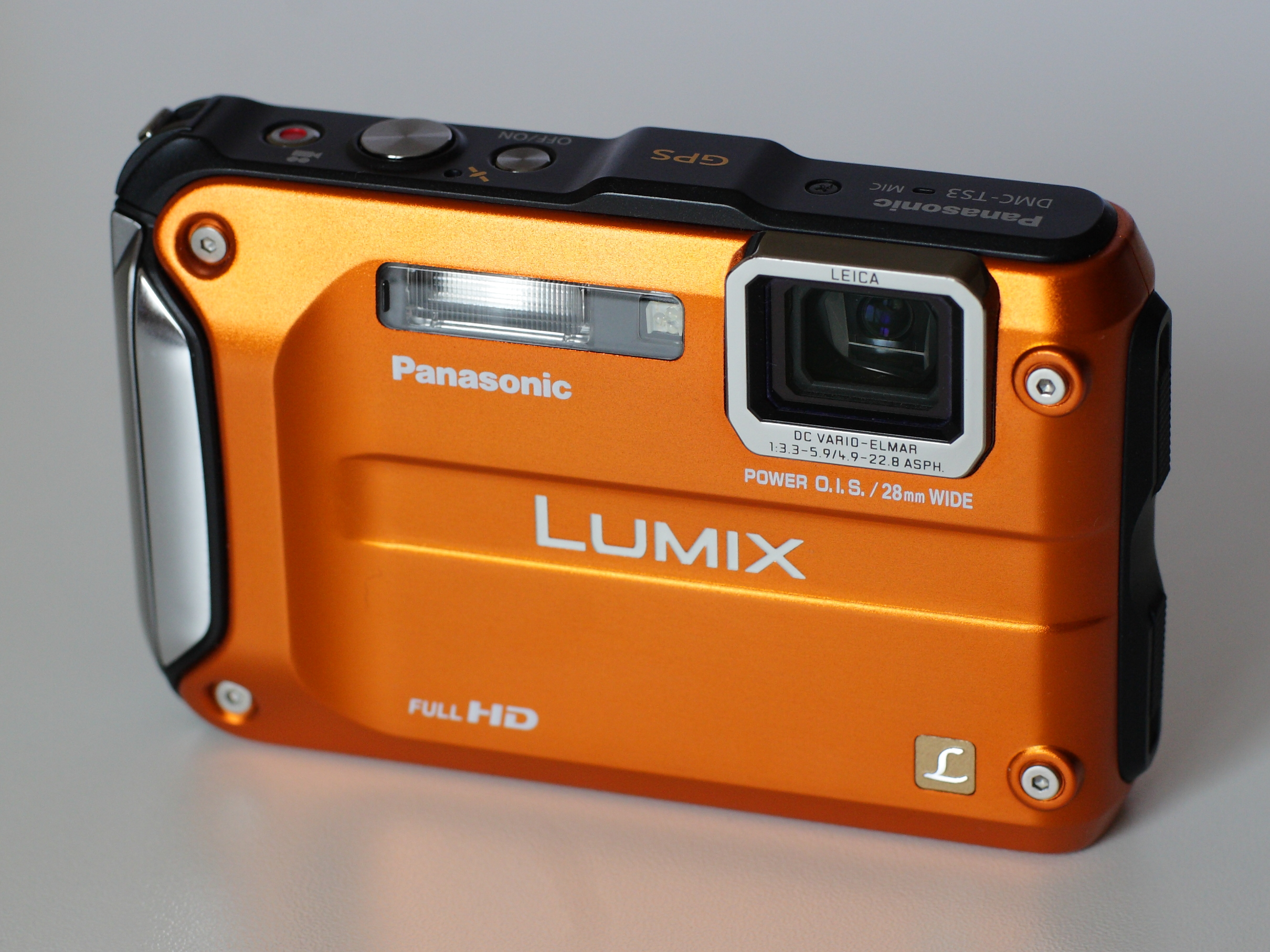
Appareil numérique compact étanche et résistant au chocs. Concept développé à partir de 2009 par plusieurs marques pour photographier en tout temps et tout lieu sans risque pour l'appareil.
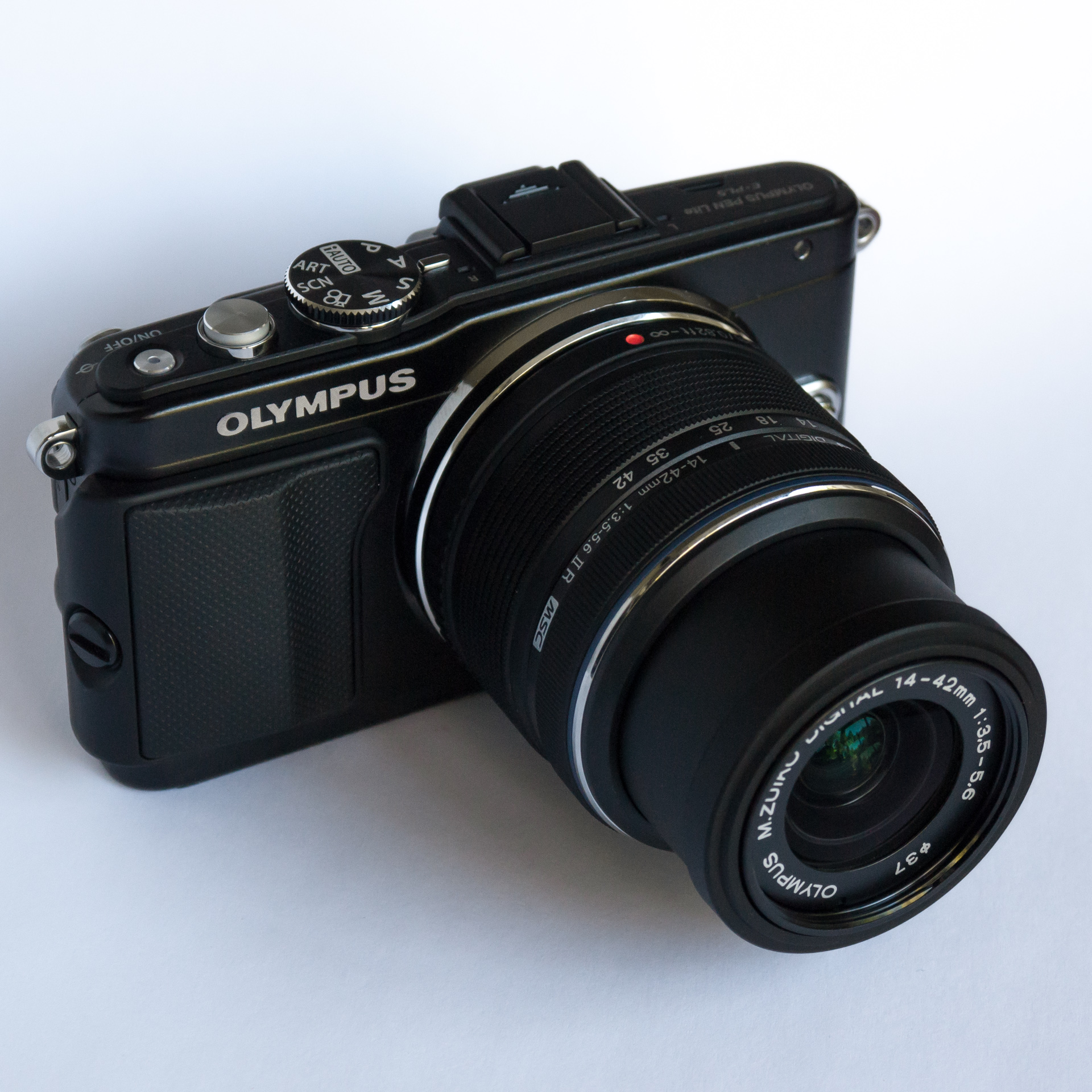
Appareil numérique hybride. Cette catégorie créé en 2008 est en pleine expansion au début des années 2010.
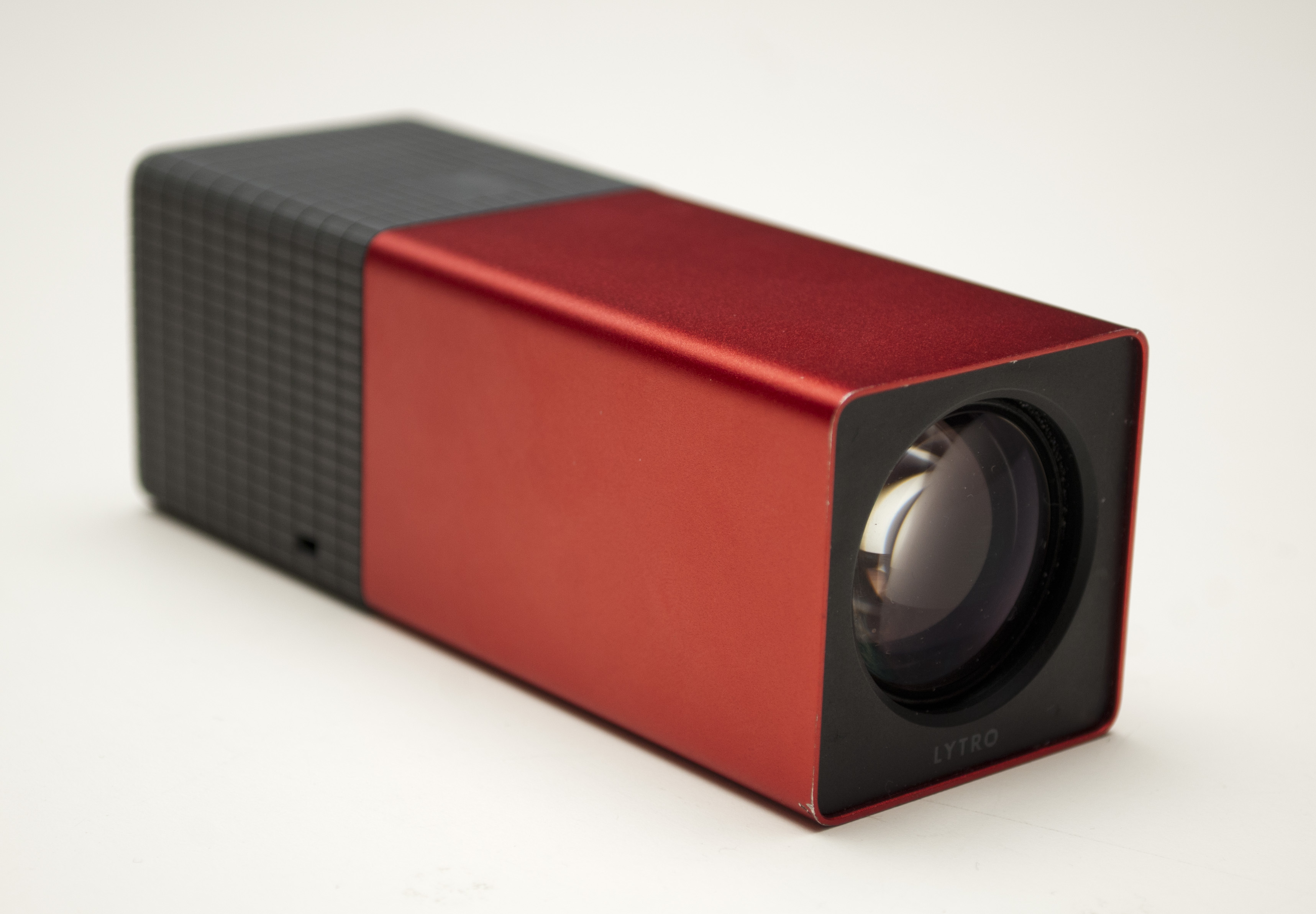
Lytro, un appareil photographique plénoptique.

## Utilisation
Il est possible au cours de la même séance de prise de vue, de modifier la totalité des paramètres d'une image à l'autre : on peut ainsi faire varier la sensibilité, choisir une prise de vue en couleur ou en noir et blanc (ou sépia, ou autre...), voire enregistrer plusieurs fichiers de la même image pour des utilisations différentes, ou encore changer de format d'image (panoramique par exemple), toutes choses totalement impossibles avec le film argentique (avec lequel seuls les appareils type Reflex ou à télémètre permettaient de choisir seulement l'ouverture du diaphragme et la vitesse).
Les images produites peuvent être visualisées sur l'écran arrière de l'appareil photo et supprimées au besoin ou exportées vers un ordinateur, retouchées grâce à des logiciels, publiées sur l'Internet, imprimées, stockées sur disque dur ou CD-ROM ou DVD… Certaines imprimantes, avec ou sans écran de contrôle, lisent directement les cartes mémoires et ne nécessitent pas d'ordinateur intermédiaire. L'ancienne étape de développement du film est supprimée, ce qui fait gagner du temps et permet parfois aussi de prendre des photos dont le contenu est très personnel. Mais également, le tirage des images en couleurs devient plus facile que les tirages papier noir et blanc qui pouvaient se faire avec un labo amateur.
Toutefois, les encres et papiers spéciaux sont très onéreux et le tirage de qualité à domicile n'est pas compétitif avec le tirage professionnel. Grâce à l'Internet, il est très facile d'envoyer à des laboratoires professionnels les fichiers des images souhaitées, éventuellement retouchées, recadrées, modifiées avec tel ou tel effet, simplifiant à l'extrême la relation avec le laboratoire et les conditions d'obtention d'une épreuve photographique.
Les modèles récents d'appareils photo numériques, de type compact, bridge, hybride ou reflex proposent des définitions suffisantes (généralement de douze à dix-huit millions de pixels) pour tirer des images, des affiches et des panneaux publicitaires, ce qui a permis aux boîtiers numériques de s'imposer rapidement face aux argentiques pour l'illustration. Les photojournalistes utilisent des appareils photo numériques pour transmettre électroniquement les photos à leur rédaction depuis le lieu de prise de vue.
Parallèlement, le marché professionnel a d'abord utilisé des dos numériques sur des moyens formats argentiques (voir Format de pellicule photographique) avant que les reflex numériques ne s'imposent définitivement pour la publicité ou la reproduction d'œuvres d'art.

## Popularité
Les amateurs aussi accueillent avec enthousiasme les appareils numériques dont le coût a nettement diminué. Cette démocratisation est passée par un partage plus facile des images et photos via le courrier électronique, MMS et messageries instantanées, via les sites communautaires, blogs, réseaux sociaux comme Facebook, Pinterest, Instagram, Tumblr, ou encore Snapchat.
La technologie a aussi facilité le partage avec des appareils photos intégrés aux appareils connectés comme les smartphones ou des appareils photos connectés comme la Galaxy Camera qui communique directement via Wi-Fi ou 3G et permet notamment d’imprimer chez soi ou chez le destinataire sur une imprimante connectée les photos que l’on vient juste de prendre. La liberté de laisser chacun des membres de sa famille gérer à sa guise les photos qu'il désire et le nombre de leurs tirages a certainement eu son importance. L'usager n'a plus besoin de consommer de pellicules voire de tirer les documents s'il se contente de l'écran de l'ordinateur : il est totalement autonome.
Le numérique permet en outre de multiplier les essais à moindre coût et la possibilité de prendre des milliers de photos sans l’encombrement des pellicules et l’attente du développement ni le coût de la pellicule et de son développement. De plus la plupart des effets effectués sur les appareils photos argentiques peuvent être recréés sur ordinateur. Des logiciels comme Adobe Photoshop ont permis aux utilisateurs d’atteindre la qualité argentique à partir de prises de vue numériques.

## Types de visée des appareils photographiques numériques
Il existe actuellement plusieurs types d'appareils photographiques numériques que l'on peut classer selon le positionnement marketing (appareil photographique compact, bridge, reflex, hybride appelé aussi COI : compact à objectif interchangeable ou appareil système), ou par systèmes de visée et de capture.

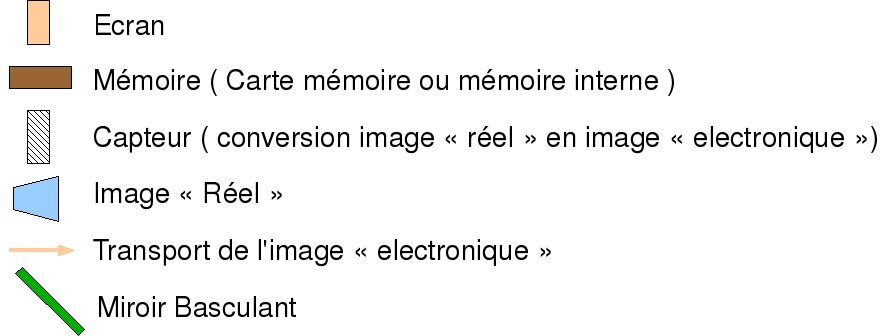
Légende des images ci-dessous

### Appareils avec écran uniquement
| APN avec écran seulement | Ce type de fonctionnement se trouve principalement dans les appareils photos de type « compact » et « hybrides » ; il ne possède pas de viseur. L'écran affiche l'image renvoyée par le capteur après avoir subi le redimensionnement nécessaire pour être affichée sur l'écran. |

### Appareils avec écran et viseur optique
| APN avec écran et viseur optique | Comme pour le fonctionnement précédent, ce système se trouve principalement sur les appareils de type « compact » et « hybrides ». Le viseur direct permet lors d'une luminosité trop importante d'avoir un cadrage correct, ce qui n'est pas le cas avec les écrans. Le défaut du viseur direct est qu'il ne retranscrit pas l'image saisie par l'objectif, il peut donc y avoir un défaut de cadrage. |

### Appareils avec écran et viseur électronique
| APN avec écran et viseur électronique | Ce système est principalement utilisé dans les appareils numériques dits « bridge » et « hybrides ». Quel que soit le mode de visée utilisé, le cadrage est toujours correct puisque l'image est prise à partir de l'objectif. Elle est malgré tout redimensionnée et n'est donc pas aussi « vraie » que dans un système reflex. |

### Appareils reflex
| Visée optique | Prise de vue | Le reflex affiche dans le viseur l'image exacte (sans conversion numérique, seulement par système optique). Cet avantage possède un point faible ; comme il y a un miroir qui se trouve devant le capteur, il est impossible, avant la prise de vue à l'aide du viseur, d'avoir une image sur l'écran. |

### Appareils reflex avec visée sur écran
| Visée sur l'écran et prise de vue | Ce système permet, avant et après la prise de vue, d'utiliser l'écran en lieu et place du viseur. Il est également utilisé pour prendre les vidéos. | Variante avec miroir semi-transparent et visée électronique. |

À l'exception de certains modèles Sony, les principaux constructeurs d'appareils reflex comme Canon et Nikon, utilisent simplement le relevé du miroir. L'image se formant sur le capteur est alors envoyée vers l'écran arrière. Cette configuration est également utilisée pour la prise de vue vidéo. L'utilisation de la visée sur écran avec un reflex présente des inconvénients spécifiques (en dehors de ceux communs à toute visée sur écran). En effet, lorsque le miroir est relevé, le système autofocus à détection de phase n'est plus opérationnel et c'est un système à détection de contraste, beaucoup moins rapide et efficace qui prend le relais. Le reflex perd donc une partie de ses capacités essentielles. La visée sur écran offre néanmoins un certain intérêt pour photographier dans des positions ne permettant pas d'utiliser le viseur reflex.

## Taille du capteur et qualité de l'image

La taille du capteur d'un appareil de type compact est d'environ 25 mm2. Celle d'un appareil de type reflex peut aller de 225 mm2 à 864 mm2 et plus.

La taille du capteur d'image varie en fonction des appareils. Les appareils de type compact sont habituellement équipés d'un capteur de taille assez réduite par rapport à celle d'un film photographique. Les appareils de type reflex sont équipés d'un capteur de plus grande taille, ce qui augmente la qualité d'image, en diminuant le bruit numérique et en augmentant la sensibilité ainsi que la dynamique. Une augmentation de la taille du capteur entraîne aussi une diminution de la profondeur de champ.
On peut présenter schématiquement la situation comparative des capteurs numériques comme suit :
| 1/3,6"           | 4,00 | 3,00 | 12,0  |
| 1/3,2"           | 4,54 | 3,42 | 15,5  |
| 1/3"             | 4,80 | 3,60 | 17,3  |
| 1/2,7"           | 5,37 | 4,04 | 21,7  |
| 1/2,5"           | 5,76 | 4,29 | 24,7  |
| 1/2,3"           | 6,16 | 4,62 | 28,5  |
| 1/2"             | 6,40 | 4,80 | 30,7  |
| 1/1,8"           | 7,18 | 5,32 | 38,2  |
| 1/1,7"           | 7,60 | 5,70 | 43,3  |
| 2/3"             | 8,80 | 6,60 | 58,1  |
| Nikon CX         | 13,2 | 8,8  | 116   |
| 1"               | 12,8 | 9,6  | 123   |
| Format 4/3       | 17.3 | 13   | 225   |
| APS-C Canon      | 22.2 | 14.8 | 329   |
| APS-C            | 23,6 | 15,7 | 370   |
| APS-H            | 28,7 | 19,0 | 548   |
| 35 mm            | 36   | 24   | 864   |
| Dos moyen format | 48   | 36   | 1 728 |

À nombre de pixels identique, la taille du capteur à une influence directe sur la taille des photosites : plus le capteur est petit, et plus chaque photosite sera lui-même de petite taille. Or la taille des photosites influe (au moins) sur deux éléments touchant à la qualité des photographies :
- la sensibilité du capteur (de petits photosites recevront moins de photons, et le capteur sera donc moins sensible, plus bruité) ;
- la diffraction sera d'autant plus marquée que les photosites seront petits. On admet généralement que cette diffraction devient sensible pour un diaphragme égal à trois fois le côté du photosite (exprimé en micromètres), soit f/22 (voire f/32) pour un plein format 24 × 36 de 12 millions de pixels (Mpx), mais f/16 pour un capteur APS-C de 12 Mpx également, et f/11 seulement pour un capteur APS-C de 24 Mpx, tel que celui du Sony Alpha 77 (octobre 2011).

## Inconvénients actuels des appareils numériques
- Les appareils sont parfois encore gourmands en énergie. On peut utiliser des batteries rechargeables métal-hydrure du commerce, sans effet mémoire donc sans perte de capacité dans le temps, contrairement aux accumulateurs cadmium-nickel. Au début des années 2010, la plupart des appareils numériques sont livrés avec des batteries au lithium de capacité nettement supérieure à celles citées précédemment, sans effet mémoire. Une recharge permet de prendre entre 200 et 1500 photos suivant la capacité de la pile, l'emploi ou non du flash incorporé, l'affichage systématique ou non des images sur l'écran et le type d'appareil.
- En voyage, il faut pouvoir recharger fréquemment les batteries et prévoir une capacité de stockage importante pour les images. Ce problème est aujourd'hui beaucoup moins sensible avec la forte baisse de prix des cartes mémoire. On trouve des appareils de déchargement de fichiers qui comportent un disque dur de 20 à 750 Go pour les modèles les plus performants, avec ou sans affichage. Leur intérêt est désormais moindre avec la disponibilité de cartes mémoire de grande capacité (SDHC, SDXC). On peut aussi avoir un ordinateur portable pour le stockage et le tri de ses photos.
- Les appareils à objectif interchangeable sont très sensibles au problème de la poussière, d'autant que l'effet de soufflet produit par la bague de zoom aspire les particules à l'intérieur, qui viennent alors se déposer sur le capteur. Les solutions ou les approches sont diverses selon les marques :
  - Pentax place devant le capteur un écran que l'on peut nettoyer. Le problème n'est que repoussé au moment où une poussière viendra s'intercaler entre l'écran et le capteur.
  - Nikon et Kodak donnent des indications sur les méthodes de nettoyage du capteur. Le nouveau D300 dispose d'un système de nettoyage actif et le D3 d'un système passif.
  - Canon propose dans le menu un nettoyage de capteur qui met celui-ci à nu pour un nettoyage par air. Certain appareils (comme le EOS 400D, 500D, 5D Mark II, 40D, 50D et EOS 1D Mark III) offrent un capteur autonettoyant.
  - Olympus intègre à son E1 un vibreur à ultrasons faisant tomber la poussière sur un ruban adhésif.
  - Presque toutes les marques suggèrent de ranger l'appareil objectif vers le bas (afin de favoriser la chute des poussières loin du capteur) et de ne changer l'objectif que dans une atmosphère raisonnablement propre.
  - La vulnérabilité des capteurs, notamment les CCD, à la poussière est un problème complexe pour deux raisons principales. La petite taille des pixels favorise leur occultation, cette dernière est facilement visible sur les photos. La poussière très fine, plus difficile à maîtriser, est aussi la plus sujette à adhérence par effet de tension superficielle.
- La plupart des appareils à visée reflex sont équipés d'un capteur dont la taille est inférieure au traditionnel format 24 × 36 mm des pellicules utilisées en photographie argentique. Par conséquent, il est nécessaire d'utiliser des objectifs d'une focale inférieure si l'on souhaite obtenir un cadrage équivalent au 24 × 36. L'« allongement relatif » de la focale est ainsi problématique lorsque l'on utilise des objectifs grand-angle conçus pour le 24 × 36 : le cadrage obtenu correspond à celui d'un objectif de focale supérieure en 24 × 36. Ce problème a surtout concerné les débuts de la photo numérique : depuis longtemps les constructeurs et les fabricants indépendants d'objectifs proposent des optiques grand angle étudiées pour les diverses tailles de capteur. Cet « inconvénient », résolu avec les capteurs « 35 mm » 24 × 36, peut être un avantage lors de l'utilisation d'un téléobjectif avec un APS : le cadrage obtenu sera en effet équivalent à celui d'un objectif d'une focale supérieure en 24 × 36. Inversement, les objectifs conçus pour des capteurs de taille inférieure au 24 x 36 auront un champ image insuffisant pour un capteur 24 × 36, créant un vignettage des bords et angles.
- L'immatérialité des images numériques pose le problème de leur pérennité : les photos numériques se conservent sur supports numériques, reconnus comme peu fiables à long terme. Toutefois, cette limitation est contrebalancée par la facilité à dupliquer les images sur différents supports de stockage, et de renouveler dans le temps cette duplication à intervalles réguliers. Ainsi la pérennité des images numériques peut devenir infinie.
- La faible dynamique des premiers capteurs qui imposait une exposition très précise : ce défaut rendait difficile la réalisation de photographies présentant de violents contrastes. Ce problème concernait toutefois principalement les appareils à petit capteur (compacts et bridges), la dynamique des grands capteurs (typiquement ceux des reflex) étant beaucoup plus élevée et leurs systèmes de calcul d'exposition très élaborés.
- La conception particulière des émulsions argentiques disposées sur l'épaisseur du film permettait d'exploiter une certaine tolérance sur mise au point. Sur les systèmes numériques la mise au point doit être faite de manière ultra-précise sur la surface du capteur, toute tolérance devenant interdite[réf. nécessaire].

### La mauvaise description des noirs jusqu'à une période récente
En 2013, les appareils d'entrée de gamme restitueraient une dynamique de plus de 9 diaphragmes et les plus performants jusqu'à plus de 14 diaphragmes d'écart, égalant, voire dépassant, la photo argentique. Mais au début de la photographie numérique, la description des valeurs foncées pouvait être très pauvre. Une photographie numérique restituait une dynamique lumineuse correspondant à environ cinq diaphragmes.
Par exemple, une image codée sur 8 bits (c'est le cas d'une image compressée en JPEG) produit 256 niveaux de gris (28). Fermer l'objectif de la valeur d'un diaphragme revient à diviser la quantité de lumière par deux, par conséquent, dans l'intervalle entre les deux diaphragmes les plus ouverts, on obtient 256 / 2 = 128 niveaux de gris. Dans l'intervalle suivant il ne restera plus que le quart (la moitié de la moitié) de quantité de lumière décrite par 128 / 2 = 64 niveaux de gris, et ainsi de suite jusqu'au quatrième et dernier intervalle qui lui ne sera plus décrit que par 16 niveaux de gris. Donc, dans l'intervalle le plus sombre, l'information est dégradée dans un ratio de un à huit par rapport à l'intervalle le plus clair. Les valeurs sombres manquent terriblement de définition et elles sont quasiment impossibles à « éclaircir » dans le cadre d'un étalonnage.
Il fallait donc éviter absolument de sous-exposer ses prises de vue numériques. Si l'appareil le permettait, utiliser un mode qui permette d'avoir une profondeur d'information supérieure à huit bits : c'est le cas du format RAW. Le format RAW, en plus d'offrir des possibilités d'étalonnage très sophistiquées, permet de conserver la profondeur d'analyse du capteur. Cette profondeur, pour les reflex, était habituellement de 12 bits mais la plupart des modèles récents (à l'exception de l'entrée de gamme) offrent désormais 14 bits. En 14 bits l'intervalle entre les deux diaphragmes les plus foncés est décrit par 1 024 niveaux de gris.

### Correction d'exposition
Cette expression est parfois remplacée par compensation d'exposition ou par compensation EV.
L'exposition du capteur numérique (ou du film sur un appareil argentique) est la quantité de lumière qu'il reçoit. Celle-ci croît avec l'augmentation du temps de pose et/ou celle de l'ouverture du diaphragme. Sur un appareil manuel, le photographe choisit ces deux paramètres tandis qu'un appareil automatique les choisit sans intervention de l'opérateur. Le capteur, pour un réglage de sensibilité donnée, par exemple 100 ISO, doit toujours recevoir la même quantité de lumière (un peu comme s'il s'agissait du seau à remplir d'eau systématiquement). Si le sujet est très clair on « ferme » donc le diaphragme (le robinet) et/ou on réduit le temps de pose (le temps d'ouverture du robinet).
Un appareil fonctionnant en exposition automatique donne des résultats acceptables dans bon nombre de circonstances. En cas d'erreur de l'automatisme, on obtient des zones sous et/ou surexposées, photo trop sombre ou trop claire, l'appareil ayant choisi une position moyenne qui ne satisfait pas le photographe. Ainsi, on peut photographier des fleurs dont les corolles, qui présentent des nuances claires dans la nature, deviennent uniformément blanches sur la photo. L'explication réside dans le fait que l'exposition est plus influencée par le fond sombre majoritaire sur lequel se détachent les fleurs claires : le fond est ainsi techniquement éclairci au détriment du sujet et, pour obtenir une photo plus satisfaisante, il faudrait ordonner à l'appareil de réduire l'exposition. Le cas inverse se présente lorsqu'on photographie sur la neige un sujet qui devient excessivement foncé et la neige grise.
C'est le rôle de la correction qui existe sur beaucoup d'appareils. Pratiquement, elle est en général définie par des nombres variant entre -2 (sous-exposer) et +2 (sur-exposer). Ces nombres s'interprètent en termes de variation du diaphragme ou du temps de pose : -1 correspond à une division par 2 de celui-ci, +2 à une multiplication par 4. Le meilleur moyen de contrôler ses prises de vues en photo numérique, pour voir si on a besoin d'une correction d'exposition, est de vérifier le rendu d'une photo sur l'écran de l'appareil.

### Balance des blancs
Un corps blanc est un corps qui réfléchit toutes les lumières, toutes les couleurs. Il paraît donc blanc en lumière blanche et rouge en lumière rouge.
Un corps blanc peut paraître blanc aussi bien sous un éclairage incandescent que sous un ciel gris. Les physiciens savent que le premier éclairage produit une lumière rougeâtre tandis que le second produit une lumière bleuâtre. Cette différence de couleur de la lumière est mesurée en termes de température de couleur. C'est le cerveau qui interprète et corrige, jusqu'à un certain point, les couleurs vues par les yeux. Cette interprétation du cerveau a des limites. Ainsi, on peut être plus ou moins choqué par une photo d'intérieur avec une dominante rouge ou une photo d'extérieur avec une dominante bleue. La balance des blancs est perçue comme fausse (cela se remarque aussi dans certaines vidéos ou à la télévision lorsque des visages sont trop rouges ou trop pâles, voire bleus).
En photographie argentique, ce problème se résout en utilisant des films ou des filtres adaptés à tel ou tel type d'éclairage et peut être affiné au laboratoire au moment du tirage sur papier.
En photographie numérique, le calculateur se contente de modifier quelques valeurs, ce qui est une méthode beaucoup plus souple. Ainsi, le photographe a généralement accès aux réglages « Incandescent », « Luminescent », « Flash », « Soleil », « Ombre », « Nuages », etc. Deux autres positions sont disponibles. La position « Auto » tente d'imiter l'ajustement effectué par le cerveau, semble-t-il avec succès dans de nombreux cas. À l'opposé, la position « Blanc mesuré » est commode pour des éclairages hors du commun (on cite souvent le cas d'une pièce éclairée à la fois par des ampoules et des tubes fluorescents, ou le cas d'une pièce éclairée par la lumière du jour à travers une fenêtre et celle d'une ou plusieurs ampoules). Pour ce paramétrage, il suffit de viser un papier blanc situé sous l'éclairage et de déclencher. Cette photo, d'un blanc par définition sous l'éclairage ambiant, est utilisée pour obtenir le bon étalonnage pour les photos suivantes. Une photo numérique peut in fine voir sa balance des blancs encore affinée avec un logiciel de traitement de l'image.